# Pandorum
Pandorum é um filme de terror e ficção científica, lançado em 2009, escrito por Travis Milloy e Bronwen Hughes, narrado por Morgan Freeman e dirigido por Christian Alvart, e produzido por Paul W.S. Anderson, Jeremy Bolt, Gerald R. Molen, Toby Emmerich e Robert Kulzer, com trilha sonora de Michl Britsch, Steve Jablonsky, James Horner, Theodore Shapiro, Alan Silvestri e Rolfe Kent. O filme é estrelado por Dennis Quaid e Ben Foster. As filmagens começaram em Berlim, em agosto de 2008 e foi lançado em fevereiro de 2010 no Brasil.

## Sinopse
Com o destino comprometido da Terra devido aos danos a natureza, uma equipe formada por 60.000 pessoas se comprometeram viajar por 123 anos para o planeta Tanis, uma promessa para uma nova vida. Só que algo sai errado, o coronel Devlin, os dois sargentos Rooney e Johnson e os três tenentes Payton, Hamilton e Richardson e os quatro cabos Gallo, Bower, Gordon e Hackford irão precisar descobrir o que de fato aconteceu, e a verdade por ser ainda mais surpreendente do que achavam.

## Elenco
- Dennis Quaid ... Lt. Payton
- Ben Foster ... Bower
- Tom Sizemore ... Gordon
- Norman Reedus ... Shepard
- Cam Gigandet ... Gallo
- Antje Traue ... Nadia
- Cung Le ... Manh
- André Hennicke ... Líder dos caçadores
- Wotan Wilke Möhring ... Pai de Bower